# Erich G. Laxmann
Erich (Erik) Gustavovich Laxmann (27 de juliojul./ 7 de agosto de 1737greg. Turku, Finlandia - 5 de enerojul./ 16 de enero de 1796greg., en viaje a Tobolsk ) fue un botánico y zoólogo súbdito del Imperio ruso-finés, activo Pastor, profesor de economía, ciencias naturales y viajero hablante de sueco en Finlandia.
En 1764 estuvo en el borde Kolyvan en el sudoeste de las montañas de Altái de Barnaul, en Siberia. Desde allí tomó varios viajes a Irkutsk, a Baikal y a Kyakhta en la frontera china. Reunió pruebas materiales de la fauna de Siberia, que lo hizo famoso en los círculos académicos, en 1770 fue nombrado profesor de Química y Economía en la Academia Rusa de Ciencias.
Laxmann estando en San Petersburgo, fue profesor de Economía. En 1780 se trasladó a Irkutsk, donde pasó la mayor parte de su vida restante. En 1781 se fue a Bergrat Nerchinsk. En 1782 fundó un museo en Irkutsk, que es probablemente el museo más antiguo de Siberia. Pero gran parte de sus trabajos se destruyeron por un incendio en 1812.
Laxmann se casó con Ekaterina Ivanovna, que tuvo cinco hijos y una hija. Uno de los hijos murió en la infancia, los otros fueron Gustav, Adán, Afernaci y Martin, y la hija Marija.

## Obra
1. Sibirische Briefe (Letras de Siberia). 1769
2. Beiträge zur Flora und Fauna Rußlands (Contribuciones a la flora y la fauna de Rusia). In: Novi Comment. Acad. Sci. Imp. Petrop. Zwischen 1770 & 1796

## Honores

### Epónimos
- (Asteraceae) Laxmannia G.Forst.[1]
- (Rosaceae) Laxmannia Fisch.[2]
- (Rubiaceae) Laxmannia S.G.Gmel. ex Trin.[3]
- (Rutaceae) Laxmannia Schreb.[4]

- La abreviatura «Laxm.» se emplea para indicar a Erich G. Laxmann como autoridad en la descripción y clasificación científica de los vegetales.[5]

## Abreviatura (zoología)
La abreviatura Laxmmann  se emplea para indicar a Erich G. Laxmann como autoridad en la descripción y taxonomía en zoología.

## Fuente
- robert Zander; fritz Encke, günther Buchheim, siegmund Seybold (eds.) Handwörterbuch der Pflanzennamen (Autores de Nombres de Plantas). 13.ª ed. Ulmer Verlag, Stuttgart 1984, ISBN 3-8001-5042-5
- «Erich G. Laxmann». Índice Internacional de Nombres de las Plantas (IPNI). Real Jardín Botánico de Kew, Herbario de la Universidad de Harvard y Herbario nacional Australiano (eds.).